# Granulomatose septique chronique
 (mars 2013).
Si vous disposez d'ouvrages ou d'articles de référence ou si vous connaissez des sites web de qualité traitant du thème abordé ici, merci de compléter l'article en donnant les références utiles à sa vérifiabilité et en les liant à la section « Notes et références ».
Pour les articles homonymes, voir CGD.
La granulomatose septique chronique (Chronic Granulomatous Disease ou CGD, en anglais) est une maladie familiale (rare) liée au chromosome X.

Elle est appelée également « maladie granulomateuse chronique » ou « septique » de l'enfant, ou « maladie granulomatose chronique familiale » ou « syndrome de Bridges et Good » (car étudiée par Berendes, Bridges et Good qui ont publié leurs résultats en 1957).
C'est un déficit immunitaire de l'immunité non spécifique, de transmission récessive liée au sexe. Il est induit par un déficit immunitaire primaire du métabolisme oxydatif des cellules phagocytaires.
Elle se manifeste dès le début de la vie, presque toujours chez le garçon, par des infections souvent sévères et répétées, à germes divers, bactéries ou champignons, atteignant la peau, le système lymphatique, l'arbre bronchopulmonaire, le foie et la rate.
La forme génétique la plus courante et qui semble être la plus grave, est celle « liée à l’X, affectant le gène CYBB codant l’élément redox de l’oxydase, gp91phox ou Nox2 ».
Cependant, il existe des formes autosomales récessives plus rares, affectant d’autres composants protéiques du complexe oxydase et qui se caractérisent par des manifestations cliniques frustes, pouvant apparaître plus tardivement, même à l’âge adulte.

## Transmission
Il s'agit d'une affection de nature héréditaire.
Elle se transmet selon le mode gonosomique récessif (liée au sexe), ce qui signifie qu'elle n’apparaît que si la mère porte l'anomalie génétique sur le chromosomes X.
Il a cependant été décrit des formes dites « atypiques » dont la transmission se fait selon le mode autosomique récessif chez les filles, syndrome entrant, entre autres, dans le cadre large des carences immunitaires (syndrome de Job, histiocytose lipochromique familiale).
Cette affection concerne donc majoritairement les garçons.

## Causes
C'est un déficit d'une enzyme (la NADPH oxydase) qui entrave l'activité des globules blancs qui ont la capacité habituellement de phagocyter les corps étrangers (au sens large du terme) pénétrant dans l'organisme.
L'enzyme NADPH oxydase, en catalysant la formation d'une espèce réactive de l'oxygène (ion superoxyde), permet à certaines cellules phagocytaires (comme les polynucléaires neutrophiles et les macrophages) de détruire en intracytoplasmique les pathogènes ainsi phagocytés.
La « NADPH oxydase » est l'enzyme de la genèse de formes réactives oxygénées et la baisse de son activité (dans le cadre de la granulomatose septique) entrave les réactions chimiques en aval de celle catalysée par NADPH oxydase. Ainsi, l'acide hypochloreux HOCl, dont la formation est catalysée par la myélopéroxydase à partir des produits de la NADPH oxydase, ne peut être généré en quantité suffisante, inhibant ainsi les capacités bactéricides des cellules phagocytaires de type polynucléaire neutrophile ou macrophage entre autres, à l'origine de complications infectieuses chroniques.

## Description
Mise en garde médicale
L'examen des patients montre une augmentation du volume du foie et de la rate (hépato-splénomégalie).

## Examens complémentaires
Les analyses biologiques mettent en évidence une hyperleucocytose (élévation du nombre des globules blancs) s'accompagnant d'une polynucléose neutrophile (augmentation du nombre des polynucléaires neutrophiles).
D'autre part les polynucléaires présentent la caractéristique de phagocyter les germes avec l'incapacité de les détruire. Ceci est mis un évidence par le test de Holmes et l'« épreuve nitrobleu de tétrazolium ».
Les analyses mettent également en évidence une hypergammaglobulinémie (excès de gammaglobulines dans le sang). Par ailleurs les autres analyses sanguines ne montrent pas d'anomalie. Les immunoglobulines, les anticorps circulants, les réactions d'hypersensibilité retardée sont normaux.
L'anatomopathologie des lésions montre couramment une réaction granulomateuse avec macrophages abondants.
Les examens immunologiques tant humoraux que cellulaires sont normaux.

## Traitement
Le traitement basique est prophylactique et basé sur l’antibiothérapie et les antifongiques (prise continue de sulfamides et d'interféron gamma)…
L’allogreffe de moelle osseuse (greffe de moelle) est l'unique traitement curatif acturllement disponible, mais n'est possible que si l'on trouve un donneur HLA compatible et uniquement à certaines conditions cliniques.
La thérapie génique est une piste porteuse d'espoir (après « conditionnement myéloablatif » du patient). Une telle thérapie génique a été réussie en 2025 au Canada, mais seul un patient a pu recevoir le traitement sur les dix faisant partie de l'essai clinique, et ce pour des raisons financières plutôt que médicales.